# باول إيفان بيترز
باول إيفان بيترز (بالإنجليزية: Paul Evan Peters)‏ هو أمين مكتبة أمريكي، ولد في 12 ديسمبر 1947، وتوفي في 18 نوفمبر 1996.